# 국소화 (범주론)
범주론에서 국소화(局所化, 영어: localization)는 범주의 일부 사상들을 동형 사상으로 만드는 과정이다.

## 정의
작은 범주 {\displaystyle {\mathcal {C}}} 및 그 속의 사상들의 집합 {\displaystyle {\mathfrak {W}}\subseteq \operatorname {Mor} ({\mathcal {C}})}가 주어졌다고 하자. 또한, {\displaystyle {\mathfrak {W}}}가 모든 동형 사상을 포함하며, 또한 사상의 합성에 대하여 닫혀 있다고 하자.
그렇다면, {\displaystyle {\mathcal {C}}}의 {\displaystyle {\mathfrak {W}}}에서의 국소화 {\displaystyle L\colon {\mathcal {C}}\to {\mathcal {C}}[{\mathfrak {W}}^{-1}]}는 다음과 같은 보편 성질을 만족시키는 범주이다.
- 임의의 작은 범주 {\displaystyle {\mathcal {D}}} 및 함자 {\displaystyle F\colon {\mathcal {C}}\to {\mathcal {D}}}에 대하여, 만약 {\displaystyle F}가 {\displaystyle {\mathfrak {W}}}에 속하는 모든 사상을 {\displaystyle {\mathcal {D}}}의 동형 사상으로 대응시킨다면, {\displaystyle D\simeq U\circ L}인 함자 {\displaystyle U\colon {\mathcal {C}}[{\mathfrak {W}}^{-1}]\to {\mathcal {D}}} 및 자연 동형 {\displaystyle F\Rightarrow U\circ L}이 존재한다.

{\displaystyle {\begin{matrix}{\mathcal {C}}&{\xrightarrow {L}}&{\mathcal {C}}[{\mathfrak {W}}^{-1}]\\&{\scriptstyle F}\searrow &\downarrow \scriptstyle \exists U\\&&{\mathcal {D}}\end{matrix}}}
작은 범주의 국소화는 항상 존재하며, 보편 성질의 성질에 따라서 범주의 동치 아래 유일하다.
(만약 {\displaystyle {\mathfrak {W}}}가 모든 동형 사상을 포함하지 않거나, 사상의 합성에 대하여 닫혀 있지 않을 경우에도 국소화를 정의할 수 있다. 그러나 이 경우 만약 {\displaystyle {\bar {\mathfrak {W}}}}를 위 성질에 대한 폐포라고 한다면, {\displaystyle {\mathcal {C}}[{\bar {\mathfrak {W}}}^{-1}]}는 {\displaystyle {\mathcal {C}}[{\mathfrak {W}}^{-1}]}와 같은 보편 성질을 만족시키게 되어 서로 동형이다. 즉, 일반성을 잃지 않고 {\displaystyle {\mathfrak {W}}}가 위 성질들을 만족시킨다고 가정할 수 있다.)

### 집합론적 문제
작은 범주의 경우 국소화는 항상 존재한다. 작은 범주가 아닐 경우, 국소화는 일반적으로 존재하지 않을 수 있다. 특히, 국소적으로 작은 범주의 국소화는 (만약 존재한다면) 국소적으로 작은 범주가 아닐 수 있다.
만약 그로텐디크 전체를 사용한다면 물론 국소화는 항상 존재하지만, 이 경우 국소화는 사용되는 그로텐디크 전체에 의존할 수 있다.
만약 범주가 모형 범주의 구조를 갖는다면, 이 개념을 사용하여 약한 동치에서의 국소화를 구성할 수 있다.

## 구성
작은 범주 {\displaystyle {\mathcal {C}}}와, 동형 사상을 포함하며 합성에 대하여 닫혀 있는 사상 집합 {\displaystyle {\mathfrak {W}}\subseteq \operatorname {Mor} ({\mathcal {C}})}가 주어졌다고 하자. 그렇다면, 알파벳 집합
{\displaystyle \Sigma =\operatorname {Mor} ({\mathcal {C}})\sqcup \{{\bar {w}}\colon w\in {\mathfrak {W}}\}}
의 원소가 사상 {\displaystyle f\in \operatorname {Mor} {\mathcal {C}}} 또는 각 {\displaystyle w\in {\mathfrak {W}}}에 대하여 형식적 기호 {\displaystyle {\bar {w}}}로 구성되었다고 하자. {\displaystyle a\in \Sigma }에 대하여 다음을 정의하자.
- 만약 {\displaystyle a\in \operatorname {Mor} {\mathcal {C}}}라면, {\displaystyle \operatorname {dom} a}는 {\displaystyle a}의 정의역이며 {\displaystyle \operatorname {codom} a}는 {\displaystyle a}의 공역이다.
- 만약 {\displaystyle w\in {\mathfrak {W}}}라면, {\displaystyle \operatorname {dom} {\bar {w}}=\operatorname {codom} w}이며 {\displaystyle \operatorname {codom} {\bar {w}}=\operatorname {dom} w}이다.

{\displaystyle \Sigma } 위의 문자열
{\displaystyle a_{0}a_{1}a_{2}\cdots a_{k}\in \Sigma ^{*}}
가 다음 두 성질을 만족시킨다면, 지그재그(영어: zigzag)라고 한다. ({\displaystyle \Sigma ^{*}}는 클레이니 스타이다.)
- 길이가 1 이상이다.
- 모든 {\displaystyle i\in \{1,\dots ,k\}}에 대하여, {\displaystyle \operatorname {dom} a_{i-1}=\operatorname {codom} a_{i}}이다.

지그재그는 다음과 같은 꼴의 그림으로 생각할 수 있다.
{\displaystyle \bullet {\overset {\sim }{\leftarrow }}\bullet \to \bullet {\overset {\sim }{\leftarrow }}\bullet \to \cdots \to \bullet }
(여기서 {\displaystyle {\overset {\sim }{\to }}}는 {\displaystyle {\mathfrak {W}}}에 속한 사상을 뜻한다.) 즉, 순방향으로는 임의의 사상을 사용할 수 있지만, 역방향으로는 항상 {\displaystyle {\mathfrak {W}}}의 원소만을 사용한다.
이 경우, 지그재그의 집합 위에 다음과 같은 관계로부터 생성되는 동치 관계를 부여하자.
- 임의의 문자열 {\displaystyle s_{1},s_{2}\in \Sigma ^{*}}에 대하여, (만약 {\displaystyle s_{1}} 및 {\displaystyle s_{2}} 가운데 하나가 양의 길이를 갖는다면) {\displaystyle s_{1}\operatorname {id} _{X}s_{2}\sim s_{1}s_{2}\sim s_{1}{\overline {\operatorname {id} _{X}}}s_{2}}
- 임의의 문자열 {\displaystyle s_{1},s_{2}\in \Sigma ^{*}} 및 {\displaystyle f,g\in \operatorname {Mor} {\mathcal {C}}}에 대하여, {\displaystyle s_{1}fgs_{2}\sim s_{1}(f\circ g)s_{2}}
- 임의의 문자열 {\displaystyle s_{1},s_{2}\in \Sigma ^{*}} 및 {\displaystyle w,w'\in {\mathfrak {W}}}에 대하여, {\displaystyle s_{1}{\bar {w}}'{\bar {w}}s_{2}\sim s_{1}{\overline {w\circ w'}}s_{2}}
- 임의의 문자열 {\displaystyle s_{1},s_{2}\in \Sigma ^{*}} 및 {\displaystyle w\in {\mathfrak {W}}}에 대하여,
{\displaystyle s_{1}w{\bar {w}}s_{2}\sim s_{1}\operatorname {id} _{\operatorname {dom} {\bar {w}}}s_{2}}
{\displaystyle s_{1}{\bar {w}}ws_{2}\sim s_{1}\operatorname {id} _{\operatorname {dom} w}s_{2}}
- 임의의 문자열 {\displaystyle s_{1},s_{2}\in \Sigma ^{*}} 및 사상 {\displaystyle f\colon X\to Y}, {\displaystyle f'\colon X'\to Y'} 및 {\displaystyle w_{X}\colon X\to X'}, {\displaystyle w_{Y}\colon Y\to Y'}이 주어졌고, {\displaystyle w_{X}f'=fw_{Y}}이며 {\displaystyle w_{X},w_{Y}\in {\mathfrak {W}}}일 때, {\displaystyle s_{1}f'{\bar {w}}_{Y}s_{2}\sim s_{1}{\bar {w}}_{X}fs_{2}}
{\displaystyle {\begin{matrix}\bullet &{\overset {\sim }{\to }}&\bullet \\{\scriptstyle f}\downarrow &&\downarrow {\scriptstyle f'}\\\bullet &{\underset {\sim }{\to }}&\bullet \end{matrix}}}

그렇다면, 국소화 {\displaystyle {\mathcal {C}}[{\mathfrak {W}}^{-1}]}는 다음과 같은 범주이다.
- {\displaystyle {\mathcal {C}}[{\mathfrak {W}}^{-1}]}의 대상은 {\displaystyle {\mathcal {C}}}의 대상과 같다.
- {\displaystyle {\mathcal {C}}[{\mathfrak {W}}^{-1}]}의 사상은 {\displaystyle ({\mathcal {C}},{\mathfrak {W}})}의 지그재그의 동치류이다.
- 지그재그 {\displaystyle a_{0}a_{1}\cdots a_{n}}의 정의역은 {\displaystyle a_{n}}의 정의역이며, 공역은 {\displaystyle a_{0}}의 공역이다.
- {\displaystyle X\in {\mathcal {C}}}의 항등 사상은 지그재그 {\displaystyle \operatorname {id} _{X}}의 동치류이다.

### 오레 조건
환의 국소화를 오레 조건을 가정하면 더 간단하게 구성할 수 있는 것처럼, 마찬가지로 범주의 국소화의 경우에도 비슷한 오레 조건을 가정하여 국소화를 더 간단하게 구성할 수 있다.
범주 {\displaystyle {\mathcal {C}}} 및 그 속의 사상 모임 {\displaystyle {\mathfrak {W}}}가 다음 조건들을 만족시킨다면, 오른쪽 오레 조건이 성립한다고 한다. (여기서, {\displaystyle {\mathfrak {W}}}의 원소를 {\displaystyle {\overset {\sim }{\to }}}로 표기하였다.)
- {\displaystyle {\mathfrak {W}}}는 모든 동형 사상을 포함한다.
- {\displaystyle {\mathfrak {W}}}는 사상의 합성에 대하여 닫혀 있다.
- 임의의 그림 {\displaystyle X\to Y{\overset {\sim }{\leftarrow }}Y'}에 대하여, 다음과 같은 그림을 가환 그림으로 만드는 사상 {\displaystyle X{\overset {\sim }{\leftarrow }}X'\to Y'}이 존재한다.
{\displaystyle {\begin{matrix}X&{\underset {\exists }{\overset {\sim }{\leftarrow }}}&X'\\\downarrow &&\downarrow \scriptstyle \exists \\Y&{\underset {\sim }{\leftarrow }}&Y'\end{matrix}}}
- 임의의 {\displaystyle X{\underset {g}{\overset {f}{\rightrightarrows }}}Y{\underset {w}{\overset {\sim }{\to }}}Y'}에 대하여, 만약 {\displaystyle w\circ f=w\circ g}라면, {\displaystyle f\circ v=g\circ v}가 되는 {\displaystyle X'{\underset {v}{\overset {\sim }{\to }}}X}가 존재한다.

오른쪽 지붕(영어: right roof)은 다음과 같은 꼴의 그림이다.
{\displaystyle \bullet {\overset {\sim }{\leftarrow }}\bullet \to \bullet }
같은 정의역과 공역을 갖는 두 오른쪽 지붕
{\displaystyle {\begin{matrix}&&\bullet \\&{^{\sim }}\!\swarrow &&\searrow \\\bullet &&&&\bullet \\&{_{\sim }}\!\nwarrow &&\nearrow \\&&\bullet \end{matrix}}}
에 대하여, 다음과 같은 가환 그림이 존재한다면, 두 오른쪽 지붕이 서로 동치라고 하자.
{\displaystyle {\begin{matrix}&&\bullet \\&{^{\sim }}\!\swarrow &\uparrow &\searrow \\\bullet &{\overset {\sim }{\leftarrow }}&\bullet &&\bullet \\&{_{\sim }}\!\nwarrow &\downarrow &\nearrow \\&&\bullet \end{matrix}}}
만약 {\displaystyle ({\mathcal {C}},{\mathfrak {W}})}가 오른쪽 오레 조건을 만족시킨다면, 지그재그의 동치류는 오른쪽 지붕의 동치류와 일대일 대응하며, 따라서 사상을 오른쪽 지붕으로 하는 국소화를 구성할 수 있다.
마찬가지로, 오른쪽 오레 조건을 쌍대화하여 왼쪽 오레 조건(영어: left Ore condition)을 정의할 수 있다. 이 경우, 사상을 왼쪽 지붕(영어: left roof)으로 하는 국소화를 구성할 수 있다.

### 모형 범주
모형 범주 {\displaystyle ({\mathcal {C}},{\mathfrak {W}},{\mathfrak {F}},{\mathfrak {C}})}가 주어졌다고 하자. 그 호모토피 범주 {\displaystyle \operatorname {ho} ({\mathcal {C}})}는 다음과 같다.
- {\displaystyle \operatorname {ho} ({\mathcal {C}})}의 대상은 {\displaystyle {\mathcal {C}}}의 대상 가운데 올대상이자 쌍대올대상인 것이다.
- {\displaystyle \operatorname {ho} ({\mathcal {C}})}의 사상은 {\displaystyle {\mathcal {C}}}의 호모토피류이다. (올대상이자 쌍대올대상인 두 대상 사이에는 왼쪽·오른쪽 호모토피류가 일치한다.)

그렇다면, 국소화 {\displaystyle {\mathcal {C}}[{\mathfrak {W}}^{-1}]}는 호모토피 범주  {\displaystyle \operatorname {ho} ({\mathcal {C}})}와 동치이다.
특히, 모형 범주의 호모토피 범주 구성은 {\displaystyle {\mathcal {C}}}가 작은 범주가 아니더라도 국소적으로 작은 범주라면 집합론적으로 문제가 없기 때문에, 이러한 경우에 국소화를 구성하는 데 사용된다.

## 성질
일반적으로, 국소화 함자 {\displaystyle L\colon {\mathcal {C}}\to {\mathcal {C}}[{\mathfrak {W}}^{-1}]}는 충실한 함자도, 충만한 함자도 아니다. 예를 들어, 사상 {\displaystyle f,g\colon X\to Y} 및 {\displaystyle w\colon Y\to Y'}에 대하여, 만약 {\displaystyle f\circ w=g\circ w}이지만 {\displaystyle f\neq g}라면, 국소화 함자 {\displaystyle L} 아래 {\displaystyle Lf=Lg}가 된다.
{\displaystyle \bullet {\underset {g}{\overset {f}{\rightrightarrows }}}\bullet {\overset {\sim }{\to }}\bullet }
이는 {\displaystyle {\mathcal {C}}}에서 {\displaystyle w}가 단사 사상이 아니더라도, {\displaystyle {\mathcal {C}}[{\mathfrak {W}}^{-1}]}에서는 항상 동형 사상이므로 특히 단사 사상이 되기 때문이다.

## 예
아벨 범주의 유도 범주는 유사동형의 모임에 대한 국소화이다.
위상 공간의 호모토피 범주는 위상 공간의 범주를 호모토피 동치 또는 약한 호모토피 동치에서 국소화하여 얻는다. 이 범주는 작은 범주가 아니지만, 호모토피 범주는 모형 범주 이론을 통해 집합론적 문제를 피하면서 구성할 수 있다.
임의의 아벨 다양체 A에서 B로 가는 등원 사상(isogeny)은 유한 핵을 갖는 전사 함수이다. 아벨 다양체에 대한 몇몇 정리에서, 등원한 차이를 제외한 아벨 다양체(abelian variety up to isogeny )라는 개념이 필요할 때가 있다. 예를 들어 푸엥카레 기약성 정리(Poincaré's reducibility theorem)는 다음과 같다: 주어진 아벨 다양체 A의 아벨 부분 다양체 A1에 대하여 
A1 × A2
가 A와 등원한(isogenous) 부분 다양체 A2가 존재한다.

## 같이 보기
- 국소화 (환론)
- 바우스필드 국소화